# سیارک ۵۵۲۳
سیارک ۵۵۲۳ (به انگلیسی: 5523 Luminet، نامگذاری:1991PH8) پنج هزار و پانصد و بیست و سومین سیارک کشف شده‌است که در ۵ اوت ۱۹۹۱ کشف شد.
قدر مطلق سیارک برابر ۱۲٫۲۰ است.